# Humenský Sokol
Humenský Sokol este o arie protejată (arie specială de conservare — SAC, sit de importanță comunitară — SCI) din Slovacia întinsă pe o suprafață de 286,61 ha, integral pe uscat.

## Localizare
Centrul sitului Humenský Sokol este situat la coordonatele 48°54′13″N 21°55′31″E / 48.903611°N 21.925278°E.

## Înființare
Situl Humenský Sokol a fost declarat sit de importanță comunitară în aprilie 2004 pentru a proteja 1 specie de plante și 11 specii de animale. Situl a fost protejat și ca arie specială de conservare în martie 2004.

## Biodiversitate
Situată în ecoregiunea alpină, aria protejată conține 9 habitate naturale: Pante stâncoase calcaroase cu vegetație casmofită, Păduri panonice cu Quercus pubescens, Fânețe de joasă altitudine (Alopecurus pratensis, Sanguisorba officinalis), Pajiști carstice calcaroase sau bazofile, de Alysso-Sedion albi, Peșteri inaccesibile publicului, Păduri de fag din Europa Centrală dezvoltate pe sol calcaros cu Cephalanthero-Fagion, Păduri pe pante, grohotișuri și ravene de Tilio-Acerion, Pajiști uscate seminaturale și facies de acoperire cu tufișuri pe substraturi calcaroase (Festuco-Brometalia) (* situri importante pentru orhidee), Păduri de fag Asperulo-Fagetum.
La baza desemnării sitului se află mai multe specii protejate:
- plante (1): sisinei (Pulsatilla grandis)
- mamifere (7): liliac cârn (Barbastella barbastellus), liliac cu urechi mari (Myotis bechsteinii), liliac cu urechi de șoarece (Myotis blythii), liliac cărămiziu (Myotis emarginatus), liliac comun (Myotis myotis), liliacul mare cu potcoavă (Rhinolophus ferrumequinum), liliacul mic cu potcoavă (Rhinolophus hipposideros)
- nevertebrate (4): Carabus variolosus, croitorul mare al stejarului (Cerambyx cerdo), Isophya stysi, Rosalia alpina

Pe lângă speciile protejate, pe teritoriul sitului au mai fost identificate 13 specii de plante, 10 specii de mamifere, 4 specii de nevertebrate, 1 specie de reptile.